# Cristian Nicolás Correa
Cristian Nicolás Correa (Reconquista, Argentina, 25 de mayo de 1991) es un futbolista argentino. Juega como portero y su equipo actual es Macará de la Serie A de Ecuador.

## Clubes
| Club                   | País      | Año       |
| ---------------------- | --------- | --------- |
| Talleres (RdE)         | Argentina | 2013      |
| Deportivo Español      | Argentina | 2013-2017 |
| San Martín de Tucumán  | Argentina | 2017-2018 |
| Defensores de Belgrano | Argentina | 2018-2019 |
| Tristán Suárez         | Argentina | 2019-2022 |
| Chacarita Juniors      | Argentina | 2023      |
| Macará                 | Ecuador   | 2024-     |